# Rhythm of Love (chanson de Plain White T's)
Cet article concerne la chanson de Plain White T's. Pour la chanson de Scorpions, voir Rhythm of Love.
Pour les articles homonymes, voir Rhythm of Love.
Singles de Plain White T's
1, 2, 3, 4
(2009) Boomerang
(2011)
Rhythm of Love est le premier single de l'album Wonders of the Younger du groupe américain Plain White T's, sorti en 2010.

Il a atteint la 60e place dans le classement des singles au Royaume-Uni, et la 38e place aux États-Unis.